# لودویگ استیکلبرگر
لودویگ استیکلبرگر (به آلمانی:Ludwig Stickelberger؛ ۱۸ مه ۱۸۵۰–۱۱ آوریل ۱۹۳۶) یک ریاضیدان سوئیسی بود که سهم مهمی در توسعه جبر خطی و نظریه جبری اعداد داشت.

## زندگی‌نامه
استیکلبرگر در بوخ در کانتون شافهاوزن در خانواده یک کشیش به دنیا آمد. او در سال ۱۸۶۷ وارد دانشگاه هایدلبرگ شد و در سال ۱۸۷۴، با موضوع تبدیل فرم‌های درجه دوم به فرم قطری، دکترای خود را در برلین، تحت راهنمایی کارل وایرشتراس دریافت کرد. در سال ۱۸۷۹ او استاد دانشگاه آلبرت لودویگز فرایبورگ شد. از سال ۱۸۹۶ تا ۱۹۱۹ در آنجا به عنوان استاد تمام کار کرد و از سال ۱۹۱۹ تا زمان بازگشت به بازل در سال ۱۹۲۴ عنوان استاد برجسته را داشت.
کار استیکلبرگر در مورد طبقه‌بندی جفت‌های فرم‌های دوخطی و درجه دوم، شکاف‌های مهمی را در نظریه‌ای که قبلاً توسط وایرشتراس و داربو توسعه داده شده بود، پر کرد. مقاله مهم ۱۸۷۸ استیکلبرگر و فروبنیوس اولین طبقه‌بندی کامل گروه‌های آبلی متناهی‌مولد را به دست داد و رابطه آن را با نظریه مدول، که به تازگی توسط ددکیند توسعه داده شده بود، ترسیم کرد.